# Carpi, Modena
Carpi là một đô thị (comune) ở tỉnh Modena, vùng Emilia-Romagna của Ý. Đô thị Carpi (Modena) có diện tích km2, dân số thời điểm 31 tháng 5 năm 2005 là 64.056 người. Thị xã là một trung tâm hoạt động công nghiệp, thủ công và trao đổi văn hóa và thương mại. Việc thiết lập nhà thờ St. Mary tại lâu đài Carpi bởi vua Lombard Aistulf đã là bước đầu tiền tạo lập khu định cư ở khu vực này. Từ năm 1319 đến 1525, khu vực này thuộc cai trị của dòng họ Pio, sau thời kỳ này là nhà Este thuộc lãnh địa Modena.